# کورکور سرسفید
کورکور سرسفید  یا کورکور برهمایی یا عقاب دریایی پشت‌سرخ (نام علمی: Haliastur indus) یا نام یک گونه از تیره بازان است.